# Bob az 1992. évi téli olimpiai játékokon
Az 1992. évi téli olimpiai játékokon a bob versenyszámait La Plagne-ban rendezték meg február 15. és 22. között. Két versenyszámban osztottak érmeket.

## Éremtáblázat
(Az egyes számoszlopok legmagasabb értéke, vagy értékei vastagítással kiemelve.)
| Az 1992. évi téli olimpiai játékok éremtáblázata bobban | Az 1992. évi téli olimpiai játékok éremtáblázata bobban | Az 1992. évi téli olimpiai játékok éremtáblázata bobban | Az 1992. évi téli olimpiai játékok éremtáblázata bobban | Az 1992. évi téli olimpiai játékok éremtáblázata bobban | Olimpia  |
| ------------------------------------------------------- | ------------------------------------------------------- | ------------------------------------------------------- | ------------------------------------------------------- | ------------------------------------------------------- | -------- |
|                                                         | Ország                                                  | Arany                                                   | Ezüst                                                   | Bronz                                                   | Összesen |
| 1.                                                      | Svájc (SUI)                                             | 1                                                       | 0                                                       | 1                                                       | 2        |
| 2.                                                      | Ausztria (AUT)                                          | 1                                                       | 0                                                       | 0                                                       | 1        |
|                                                         |                                                         |                                                         |                                                         |                                                         |          |
| 3.                                                      | Németország (GER)                                       | 0                                                       | 2                                                       | 1                                                       | 3        |
|                                                         |                                                         |                                                         |                                                         |                                                         |          |
| Összesen                                                | Összesen                                                | 2                                                       | 2                                                       | 2                                                       | 6        |

## Részt vevő nemzetek
A versenyeken 25 nemzet 159 sportolója vett részt.
- Amerikai Virgin-szigetek (ISV) (8)
- Ausztrália (AUS) (2)
- Ausztria (AUT) (8)
- Bulgária (BUL) (5)
- Csehszlovákia (TCH) (6)
- Egyesült Államok (USA) (12)
- Egyesített Csapat (EUN) (9)
- Franciaország (FRA) (9)
- Holland Antillák (AHO) (2)
- Írország (IRL) (4)
- Jamaica (JAM) (5)
- Japán (JPN) (4)
- Jugoszlávia (YUG) (5)
- Kanada (CAN) (9)
- Lettország (LAT) (8)
- Mexikó (MEX) (7)
- Monaco (MON) (5)
- Nagy-Britannia (GBR) (8)
- Németország (GER) (12)
- Norvégia (NOR) (2)
- Olaszország (ITA) (8)
- Puerto Rico (PUR) (4)
- Románia (ROU) (5)
- Svájc (SUI) (8)
- Tajvan (TPE) (4)

## Érmesek
| Az 1992. évi téli olimpiai játékok érmesei bobban |                                                                                    |         |                                                                                 |         |                                                                                 |         |
| Versenyszám                                       | Arany                                                                              | Arany   | Ezüst                                                                           | Ezüst   | Bronz                                                                           | Bronz   |
| Kettes                                            | Svájc (SUI) · Gustav Weder · Donat Acklin                                          | 4:03,26 | Németország (GER) · Rudi Lochner · Markus Zimmermann                            | 4:03,55 | Németország (GER) · Christoph Langen · Günther Eger                             | 4:03,63 |
| Négyes                                            | Ausztria (AUT) · Ingo Appelt · Harald Winkler · Gerhard Haidacher · Thomas Schroll | 3:53,90 | Németország (GER) · Wolfgang Hoppe · Bogdan Musiol · Axel Kühn · René Hannemann | 3:53,92 | Svájc (SUI) · Gustav Weder · Donat Acklin · Lorenz Schindelholz · Curdin Morell | 3:54,13 |